# Перепечко, Иван Николаевич
Перепечко Иван Николаевич (1897, Киев, Киевская губерния, Российская империя — 30 января 1943, Красноярский ИТЛ, РСФСР, СССР) — советский государственный и политический деятель.

## Биография
Вступив в партию в 1914 году активно участвовал в подпольной работе, арестовывался и ссылался несколько раз. После революции в 1917 году был направлен на профсоюзную работу и уже в 1920 году являлся секретарём Южного бюро ВЦСПС и одновременно заместителем председателя Южного бюро ВЦСПС.
Участник Гражданской войны. В 1922—1923 — член РВС Западного фронта. С 1927 года председатель Центрального Совета профсоюзов Белорусской ССР. В 1928 году был назначен 1-м секретарём Дальне-Восточного краевого комитета ВКП(б). Кандидат в члены ЦК ВКП(б) (1930—1934).
В 1931 году снят с поста первого секретаря и назначен начальником Политического отдела Октябрьской железной дороги. Затем с 1933 по 1934 год секретарь ВЦСПС. В 1934 году назначен заместителем начальника Рязано-Уральской железной дороги.
В 1937 году арестован. Умер в лагере.

## Награды
- орден Ленина — 4.4.1936